# 宋誠 (土司)
宋誠（？—？），第17任水東土司。
宋誠是土司宋欽之子，為劉淑貞所生。洪武十四年（1381年）宋欽去世，宋誠隨其母劉氏上京，隨後宋誠被朱元璋任命為貴州宣慰使、中亞大夫，頒賜誥命。因年幼，由母親劉淑貞攝政。
洪武十六年（1383年），宋誠親自上京朝貢。洪武二十三年（1390年），宋誠奏報苗族叛亂，平越衛管內堡寨土兵亦與官軍相拒，殺百戶及軍士十餘人。朱元璋命延安侯唐勝宗、統貴州等衛指揮使程暹率馬步軍討平之。洪武二十九年（1396年），貴州都指揮使司上奏稱平定清水江的蠻族叛亂，唯有叛軍首領金牌黃逃脫，藏匿在宋誠家中；宋誠拒絕交出，請求一并治罪。但朱元璋下令不必追問。
宋誠之子宋斌繼任土司。